# Real Rieti Calcio a 5 2017-2018
La voce raccoglie i dati riguardanti il Real Rieti Calcio a 5, squadra di calcio a 5 militante in serie A, nelle competizioni ufficiali della stagione 2017-2018.

## Trasferimenti

### Sessione estiva
| Héctor Albadalejo      | PesaroFano       |
| Luiz Paulo Caetano     | Pescara          |
| Matteo Esposito        | Gymnastic Studio |
| Leandro Garcia Pereira | Napoli           |
| Jesulito               | Xota             |
| Joãozinho              | Concórdia        |
| Mirko Lupinella        | Cisternino       |
| Donato Massafra        | C.M.B.           |
| Douglas Nicolodi       | Cisternino       |

| Fabricio Calderolli  | Pescara           |
| Paolo Cesaroni       | PesaroFano        |
| Duio                 | Joaçaba           |
| You Nouss Guennounna | PesaroFano        |
| Jeffe                | Bisceglie         |
| Giuseppe Micoli      | Cisternino        |
| David Patrizi        | ritirato          |
| Paulinho             | Virtus Noicattaro |
| Lolo Suazo           | Napoli            |
| Luis Turmena         | Joaçaba           |

### Sessione invernale
| Betão           | Luparense  |
| Paulinho        | Cisternino |
| Sergio Romano   | Pescara    |
| Angelo Schininà | Kaos       |

| Héctor Albadalejo | Burela       |
| Jesulito          | Luparense    |
| Donato Massafra   | CAME Treviso |
| Andrea Romano     | Civitella    |

## Organico

### Prima squadra
| N° | Naz.                                   | Ruolo | Sportivo               | Anno     |  |  |
| -- | -------------------------------------- | ----- | ---------------------- | -------- |  |  |
| 1  | Italia (bandiera)                      | POR   | Donato Massafra        | 24.12.89 |  |  |
| 2  | Portogallo (bandiera)                  | PIV   | Paulinho               | 12.03.83 |  |  |
| 3  | Italia (bandiera)                      | LAT   | Matteo Esposito        | 20.09.94 |  |  |
| 4  | Brasile (bandiera) · Italia (bandiera) | DIF   | Douglas Corsini        | 31.08.82 |  |  |
| 6  | Spagna (bandiera)                      | PIV   | Jesulito               | 21.11.89 |  |  |
| 7  | Italia (bandiera)                      | LAT   | Andrea Romano          | 03.10.95 |  |  |
| 8  | Italia (bandiera)                      | LAT   | Angelo Schininà        | 12.04.91 |  |  |
| 10 | Spagna (bandiera)                      | PIV   | Héctor Albadalejo      | 20.11.82 |  |  |
| 11 | Brasile (bandiera)                     | LAT   | Joãozinho              | 11.01.87 |  |  |
| 12 | Brasile (bandiera)                     | PIV   | Betão                  | 02.09.78 |  |  |
| 13 | Brasile (bandiera)                     | UNI   | Luiz Paulo Caetano     | 01.10.89 |  |  |
| 14 | Italia (bandiera)                      | UNI   | Sergio Romano          | 28.08.87 |  |  |
| 20 | Brasile (bandiera) · Italia (bandiera) | POR   | Leandro Garcia Pereira | 01.06.88 |  |  |
| 21 | Brasile (bandiera) · Italia (bandiera) | LAT   | Douglas Nicolodi       | 09.06.88 |  |  |
| 25 | Italia (bandiera)                      | POR   | Mirko Lupinella        | 27.11.97 |  |  |
| 27 | Brasile (bandiera)                     | LAT   | Rafinha                | 01.01.93 |  |  |

### Under-19
| N° | Naz.              | Ruolo | Sportivo           | Anno     |  |  |
| -- | ----------------- | ----- | ------------------ | -------- |  |  |
| 9  | Italia (bandiera) | LAT   | Alessio Pirri      | 05.02.99 |  |  |
| −  | Italia (bandiera) | LAT   | Abdessamad Gouaice | 13.01.99 |  |  |
| −  | Italia (bandiera) | POR   | Samuele Luciani    | 27.11.98 |  |  |
| -  | Italia (bandiera) | LAT   | Gabriele Pandolfi  | 01.01.00 |  |  |